# Романівське
Рома́нівське — село в Україні, в Пологівському районі Запорізької області. Населення становить 197 осіб. До 2020 орган місцевого самоврядування - Тарасівська сільська рада.

## Географія
Село Романівське знаходиться на лівому березі річки Вербова, вище за течією на відстані 3 км розташоване село Андріївське, нижче за течією на відстані 2,5 км розташоване село Вербове. Річка в цьому місці пересихає, на ній зроблена загата. Через село проходить автомобільна дорога Р85.

## Історія
- 1922 — дата заснування.
- 12 червня 2020 року, відповідно до розпорядження Кабінету Міністрів України № 713-р «Про визначення адміністративних центрів та затвердження територій територіальних громад Запорізької області», увійшло до складу Пологівської міської громади[1].
- 19 липня 2020 року, в результаті адміністративно-територіальної реформи та ліквідації  Пологівського(1923-2020) району увійшло до складу новоутвореного Пологівського району[2].

Колишній орган місцевого самоврядування - Тарасівська сільська рада.

## Населення

### Мова
Розподіл населення за рідною мовою за даними перепису 2001 року:
| Мова       | Кількість | Відсоток |
| ---------- | --------- | -------- |
| українська | 195       | 98.98%   |
| російська  | 2         | 1.02%    |
| Усього     | 197       | 100%     |